# Gatunek zawleczony

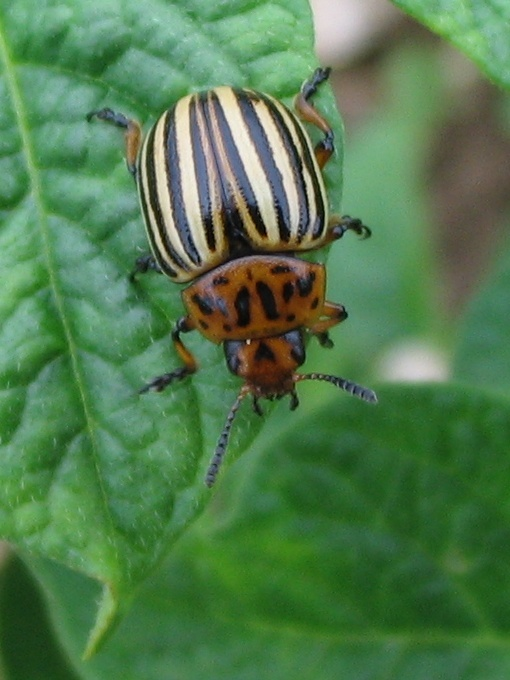
Stonka ziemniaczana – klasyczny przykład gatunku zawleczonego

Gatunek zawleczony – gatunek napływowy roślin lub zwierząt, pochodzący z innego obszaru geograficznego, który przypadkowo dostał się na dany teren i rozprzestrzenił się w środowisku naturalnym. Gatunki zawleczone, łącznie z gatunkami introdukowanymi, stanowią grupę tzw. gatunków alochtonicznych, czyli obcych na danym terenie. Zawleczenie gatunków roślin i zwierząt może następować np. wraz z transportem żywności. Tak została zawleczona do Europy stonka ziemniaczana i wiele innych roślin i zwierząt. Szczury europejskie zostały przypadkowo zawleczone na inne kontynenty i liczne wyspy przez statki, na których były dawniej stałymi, nieproszonymi gośćmi. Stosunkowo często dochodzi do zawleczenia gatunków roślin i zwierząt wodnych wraz z wodami balastowymi statków. Niektóre rośliny i zwierzęta przybyły do nas przyczepione do kadłubów statków. Czasami gatunki obce, sprowadzone do celów hodowlanych, ogrodów botanicznych, jako przydomowe rośliny ozdobne, akwaryjne itp., przypadkowo wydostaną się do naturalnego środowiska, jak np. moczarka kanadyjska. Zawlekaniu gatunków na obce tereny sprzyja zwiększony tranzyt ludzi i towarów oraz wojny.
Skutki zawleczenia obcych gatunków są trudne do przewidzenia. Niejednokrotnie obce gatunki, jeżeli zdołają się aklimatyzować do warunków miejscowego środowiska, wypierają rodzime gatunki roślin i zwierząt, wywierają więc niekorzystny wpływ na rodzimą faunę i florę. Mogą nawet doprowadzić do wymarcia miejscowych gatunków. Większa ekspansywność gatunków obcych może być spowodowana np. tym, że w danym środowisku nie mają one jeszcze naturalnych wrogów – drapieżników i pasożytów, które ograniczałyby ich liczebność. 